# Nannocyrtopogon nevadensis
Nannocyrtopogon nevadensis là một loài ruồi trong họ Asilidae. Nannocyrtopogon nevadensis được Wilcox & Martin miêu tả năm 1957. Loài này phân bố ở vùng Tân Bắc giới.